# Збудске Длхе
Збудске Длхе (слч. Zbudské Dlhé) насељено је мјесто са административним статусом сеоске општине (слч. obec) у округу Хумење, у Прешовском крају, Словачка Република.

## Становништво
| Година:    | 1994. | 2004.    | 2014.    | 2024.    |
| ---------- | ----- | -------- | -------- | -------- |
| Број људи: | 467   | 587      | 707      | 828      |
| Разлика:   |       | +25,69 % | +20,44 % | +17,11 % |

| Година:    | 2023. | 2024.   |
| ---------- | ----- | ------- |
| Број људи: | 796   | 828     |
| Разлика:   |       | +4,02 % |

Према подацима о броју становника из 2024. године насеље је имало 828 становника.